# Allergan

Historisches Logo

Allergan plc (ehemals Actavis, davor Watson Pharmaceuticals) mit Sitz in Dublin (und operativer Hauptzentrale in Parsippany, New Jersey) war ein Pharmaunternehmen, das im Mai 2020 vom amerikanischen Pharmakonzern AbbVie übernommen wurde. Es selber hatte 2015 den amerikanischen Konkurrenten Allergan, Inc. übernommen und dessen Namen anschließend angenommen.

## Produkte
Zu den Pharmazieprodukten gehören unter anderem Eisenpräparate, ein Parasympatholytikum sowie ein transdermales Testosteronpräparat. Allergan ist außerdem Hersteller über hundert weiterer Generika.

## Unternehmensgeschichte
Das Unternehmen wurde 1984 von Allen Chao und David Hsia gegründet. Zu Ehren seiner Mutter, deren Geburtsname Hwa war, nannte Chao das Unternehmen Watson in phonetischer Anlehnung an Hwas son.
2012 wurde der luxemburgisch-schweizerische Konkurrent Actavis übernommen. Dabei benannte sich Watson Pharmaceuticals in Actavis um.
Im Februar 2014 kündigte Actavis die Übernahme des Mitbewerbers im Generikageschäft Forest Laboratories für 28 Mrd. US-Dollar an. Anfang Juli 2014 schloss Actavis die Übernahme von Forest Laboratories ab.
Im Februar 2015 übernahm das Unternehmen seinen US-amerikanischen Konkurrenten Allergan, Inc. für 66 Milliarden US-Dollar und kündigte an, seinen Namen vorbehaltlich der Zustimmung der Aktionäre von Actavis in Allergan zu ändern. Zum 15. Juni 2015 wurde der Namenswechsel vollzogen.
Im November 2015 gaben Allergan und Pfizer bekannt, fusionieren zu wollen. Das neue Unternehmen sollte seinen Sitz in Dublin haben und zunächst den Namen Allergan tragen, später aber in Pfizer umbenannt werden. Technisch hätte Allergan das größere Unternehmen Pfizer übernommen, um die höheren US-Steuern zu umgehen. Nachdem die US-Regierung im April 2016 Maßnahmen gegen Steuerflucht angekündigt hatte, beendeten die Unternehmen die Übernahmeaktivitäten. Obwohl die ursprünglichen Vereinbarungen für diesen Fall eine Vertragsstrafe von 400 Millionen USD vorsahen, einigte man sich auf eine Zahlung von 150 Millionen USD von Pfizer an Allergan.
Am 25. Juni 2019 kündigte der AbbVie-Konzern die Übernahme Allergans an. AbbVie bewertete Allergan in seinem Angebot mit 63 Milliarden US-Dollar. Die Übernahme wurde im Juni 2020 abgeschlossen.

## Produkte
- Allergan ist der Original-Hersteller von Botox, einem Mittel gegen eine Reihe neurologischer Erkrankungen (und als Botox Cosmetic mit einer ästhetischen Indikation) mit einem weltweiten Umsatz von ca. 2,4 Mrd. US-Dollar. Zweitgrößtes Produkt ist Restasis, ein Ciclosporin-haltiges Arzneimittel gegen Hornhautnarben beim Syndrom des trockenen Auges.[14] Die bekannteren Handelsnamen (in erster Linie Botox) sind der Hauptgrund, weshalb beim Zusammenschluss mit Actavis der Name Allergan gewählt wurde.[15]
- Durch die diversen Zusammenschlüsse ist Allergan auch Hersteller von zahlreichen Generika, die aber an Teva (Weltmarktführer in Generika) verkauft werden sollten.[16][8]
- In Kooperation mit Amgen entwickelt Allergan auch Biosimilars, nach eigenen Angaben zu Herceptin, Avastin, Rituxan/MabThera und Erbitux.[17]